# Kenney (Illinois)
Kenney – wieś w Stanach Zjednoczonych, w stanie Illinois, w hrabstwie DeWitt.